# SŻ Śląsk Świętochłowice
SŻ Śląsk Świętochłowice – polski klub żużlowy ze Świętochłowic.
W rozgrywkach ligowych brał udział w latach 2000–2002.

## Historia
Klub został powołany w 2000 roku, w obliczu problemów Towarzystwa Żużlowego „Śląsk”. Wystartował w lidze w latach 2000–2002.
W 2006 roku powołano Młodzieżowe Stowarzyszenie „Śląsk”, którego celem jest reaktywacja zawodowego sportu żużlowego w Świętochłowicach.

## Sezony
| Sezon | Rozgrywki ligowe | Rozgrywki ligowe | Rozgrywki ligowe |
| Sezon | Liga             | Liga             | Miejsce          |
| ----- | ---------------- | ---------------- | ---------------- |
| 2000  | III              | II liga          | 5/7              |
| 2001  | III              | II liga          | 4/7              |
| 2002  | III              | II liga          | 7/7              |

| Poziom ligowy | Liczba sezonów | Sezony    |
| ------------- | -------------- | --------- |
| III           | 3              | 2000–2002 |

## Osiągnięcia

### Międzynarodowe
Poniższe zestawienia obejmują osiągnięcia klubu oraz indywidualne osiągnięcia zawodników krajowych (w zawodach drużynowych, par i indywidualnych) i zagranicznych (w zawodach indywidualnych) w rozgrywkach pod egidą FIM oraz FIM Europe.

#### Mistrzostwa Europy
Indywidualne mistrzostwa Europy juniorów
- 1. miejsce (1):
  - 2000 –  Lukáš Dryml